# Mortes em julho de 2008
Mortes em 2008: ← Janeiro – Fevereiro – Março – Abril – Maio – Junho – Julho – Agosto – Setembro – Outubro – Novembro – Dezembro →
Esta é uma relação de pessoas notáveis que morreram durante o mês de julho de 2008, listando nome, nacionalidade, ocupação e ano de nascimento.

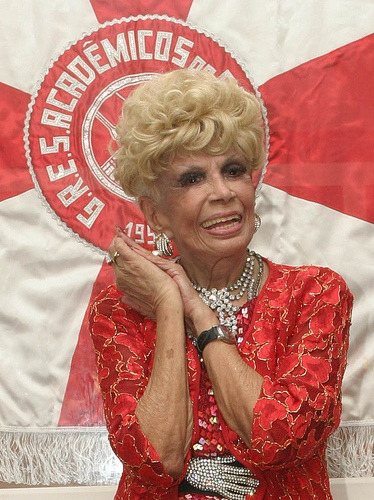
Dercy Gonçalves, atriz brasileira.

| Dia | Nome              | Profissão ou motivo de reconhecimento | Nacionalidade  | Ano de nasc. | Ref    |
| --- | ----------------- | ------------------------------------- | -------------- | ------------ | ------ |
| 2   | Aroldo Melodia    | Cantor e compositor                   | Brasil         | 1930         | [ 1 ]  |
| 5   | Frank Schaeffer   | Pintor e desenhista                   | Brasil         | 1917         | [ 2 ]  |
| 5   | René Harris       | Político                              | Nauru          | 1947         | [ 3 ]  |
| 7   | Dorian Leigh      | Ex-modelo                             | Estados Unidos | 1919         | [ 4 ]  |
| 10  | Bernard Cahier    | Fotógrafo                             | França         | 1927         | [ 5 ]  |
| 13  | Bronislaw Geremek | Manifestante                          | Polónia        | 1932         | [ 6 ]  |
| 15  | György Kolonics   | Canoísta                              | Hungria        | 1972         | [ 7 ]  |
| 19  | Dercy Gonçalves   | Atriz                                 | Brasil         | 1907         | [ 8 ]  |
| 20  | Célio de Castro   | Político                              | Brasil         | 1932         | [ 9 ]  |
| 21  | Geraldo Casé      | Diretor de televisão                  | Brasil         | 1928         | [ 10 ] |
| 25  | Fernanda Baptista | Fadista e atriz                       | Portugal       | 1919         | [ 11 ] |
| 25  | Johnny Griffin    | Saxofonista                           | Estados Unidos | 1928         | [ 12 ] |
| 27  | Carl Aschan       | Espião                                | Suécia         | 1906         | [ 13 ] |
| 31  | Athos Bulcão      | Pintor e escultor                     | Brasil         | 1918         | [ 14 ] |